# A Lake, New Brunswick
A Lake är en sjö i Kanada.   Den ligger i provinsen New Brunswick, i den sydöstra delen av landet, 700 km öster om huvudstaden Ottawa. A Lake ligger 162 meter över havet. Arean är 0,40 kvadratkilometer. Den sträcker sig 0,6 kilometer i nord-sydlig riktning, och 1,2 kilometer i öst-västlig riktning.
I omgivningarna runt A Lake växer i huvudsak blandskog. Trakten runt A Lake är nära nog obefolkad, med mindre än två invånare per kvadratkilometer.